# André Schaepdrijver
André Schaepdrijver (20 februari 1920 - 1 februari 1945)  was een Belgische student en soldaat in het Vrije Belgische Leger tijdens Wereldoorlog II. Hij hield de rang van luitenant en was parachutist. Hij kwam om op 24-jarige leeftijd bij het concentratiekamp Mauthausen. 

## Biografie
Schaepdrijver werd geboren op 20 februari 1920 in Harelbeke en was een student geschiedenis aan de Universiteit Gent. Na de Duitse inval van België in 1940, had de regering in ballingschap haar bevolking via radio opgeroepen om de strijd voort te zetten en zich bij het nieuw opgerichte Vrije Belgische Leger aan te sluiten. Schaepdrijver nam tijdens de oorlog mee aan het verzet en droeg bij aan het studentenblad 'Klokke Roeland'. Hij werd een oorlogsvrijwilliger voor het Belgische leger in Groot-Brittannië. Op 13 juli 1942 verliet hij samen met Robert Deprez en Marcel Becquaert Harelbeke op weg naar Groot-Brittannië. Na een lange reis door Frankrijk, Andorra en Spanje werden ze aangehouden en belandden ze in een Spaanse gevangenkamp in Miranda de Ebro. Het Brits consulaat kocht hen uiteindelijk af, zodat ze naar Gibraltar gebracht werden waar ze zich  aansloten bij de Britse geheime dienst S.O.E. In juli 1943 bevestigde de BBC dat zij veilig waren aangekomen in Groot-Brittannië met het codebericht “De drie musketiers zijn goed aangekomen”. 
Na een korte opleiding om parachutist te worden, werd Schaepdrijver in 1944 als marconist ingezet in operatie Publius om boodschappen te seinen in het bezette België. Tijdens een van zijn operaties werd hij gedropt in de buurt van Spa. Op 17 augustus werd hij door de Gestapo aangehouden, gevangen genomen en afgevoerd naar het concentratiekamp van Mauthausen, waar hij op  1 februari 1945 werd onthoofd. Een getuige zou later noteren: “Hij was, toen hij aangehouden werd, een voorbeeld van waardigheid en moed voor de vijand. Tot op het laatste wilde hij zijn land dienen. Hij heeft nooit gefaald."

## Eretekens
- Ridder van de Orde van Leopold II

- Oorlogskruis 1940
- Ontsnappingsmedaille
- De Herinneringsmedaille van den Oorlog 1940-45
- Medaille van den Weerstand[3]

## Nalatenschap
Sinds 1948 wordt ter zijner nagedachtenis de beste masterscriptie aan de Vakgroep Geschiedenis van de UGent bekroond met de André Schaepdrijverprijs, uitgereikt door de alumnivereniging "Oud Studenten Geschiedenis Universiteit Gent".
Het herdenkingsmonument voor de gesneuvelde soldaten in Harelbeke is toegewijd aan André Schaepdrijver en Robert Deprez.
André Schaepdrijver was de neef van de latere burgemeester Marc Bourry.